# Marina turca
La Marina turca (turc: Türk deniz Kuvvetleri) és la marina de guerra de Turquia i representa un dels cinc components de les Forces armades turques. Des del final de la Guerra freda és la primera força naval a l'Orient Mitjà, a la Mediterrània oriental i al mar Negre. És actualment la vuitena al món en termes de personal, amb 51,100 persones actives, la tercera a Europa en termes de tones de desplaçament de la flota, amb 258,948 tones i està classificada com la quarta Marina darrere la Marina dels Estats Units, la Royal Navy, i la marina nacional francesa.